# PGM-11 Redstone
«Ре́дстоун» (англ. Redstone — «красный камень», общевойсковой индекс PGM-11) — первая американская баллистическая ракета малой дальности, разработанная корпорацией «Крайслер» в середине 1950-х и первая американская ракета, испытанная с ядерной боевой частью. Одна из первых принятых на вооружение в мире баллистических ракет дальнего действия, наряду с советскими Р-1, Р-2 и Р-5. Состояла на вооружении с 1958 по 1964 год. Хотя её войсковая эксплуатация была сравнительно короткой, ракета сыграла большую роль в развитии военного ракетостроения США и в развитии американской космонавтики, став основой первой американской ракеты-носителя Юнона-1.

## История
Разработкой баллистических ракет дальнего действия Армия США заинтересовалась ещё в 1946 году. В рамках программы Hermes, направленной на адаптацию трофейных германских ракетных технологий, прорабатывался проект трехступенчатой ракеты Hermes C-1 дальностью более 800 км. Из-за малого интереса военных к казавшемуся слишком сложным проекту, до 1951 года внимание разработчиков было в основном сосредоточено на ракетах малой дальности.
Начало Корейской войны и сильное охлаждение международных отношений[кого?], изменили отношение военных США к баллистическим ракетам. Проект Hermes C-1 был передан разрабатывавшей его фирмой General Electric Центру Управляемых Ракет Армии США (Guided Missile Center) и получил временное обозначение SSM-G-14. Проект был пересмотрен в сторону увеличения забрасываемого веса, ценой сокращения эффективной дальности до 50% от расчётного максимума. В середине 1951 года, программа была передана в Редстоунский арсенал, где над Армейскими ракетами работала группа германских специалистов под руководством Вернера фон Брауна.
В Редстоуне, ракета получила официальное обозначение SSM-A-14. В течение некоторого времени, проект не имел названия. Использовались обозначения «Ursa» (медведица) и «Major» (большая), но в итоге в конце 1951 года ракета получила наименование «Redstone»
Проектирование ракеты было завершено к октябрю 1952 года, и контракт на её изготовление был передан фирме Chrysler. Ракета была достаточно новаторской для американского ракетостроения, за счет применения отделяемой головной части (для увеличения точности стрельбы) и полностью автономного инерциального наведения.
Первый запуск прототипа XSSM-A-14 состоялся в августе 1953 года и уже в 1955, фирма «Крайслер» приступила к производству серийных ракет. Несмотря на это, принятие ракеты на вооружение задерживалось из-за необходимости обучения персонала и официально SSM-A-14 «Redstone» была принята на вооружение только в 1958 году.

## Конструкция
Ракета «Redstone» была в определенном смысле[уточнить]развитием как линии ракет MGM-5 Corporal, так и ракет программы «Гермес». Она имела простой цилиндрический корпус длиной 21,1 м и диаметром 1,78 м. Головная часть отделялась для увеличения точности стрельбы.
Ракета была оснащена жидкостным ракетным двигателем Rocketdyne NAA75-100. ЖРД тягой 347 кН работал на этаноле и жидком кислороде, турбонасос использовал продукты разложения перекиси водорода. Масса ракеты достигала 27,8 тонн.
Управление ракетой было полностью инерциальным. Точность её была впечатляющей для того времени — КВО ракеты составляло порядка 300 метров, даже на максимальной дальности. Радиус действия ракеты составлял 325 км.
В качестве боевой часть была использована термоядерная W-39, максимальным энерговыделением в 4 мегатонны. Существовал также тактический вариант мощностью порядка 500 килотонн. С учетом высокой точности ракеты, эффект от её применения мог быть катастрофическим почти для любого атакуемого объекта, включая хорошо защищённые сооружения.
Основным недостатком ракеты была её громоздкость, и сложность перебазирования. Ракета перемещалась в разобранном на три секции виде, которые соединялись только при прибытии на стартовую позицию. Полный состав ракетной батареи включал 20 тяжёлых трейлеров. При прибытии на позицию, требовалось почти 8 часов чтобы смонтировать ракету и развернуть её на позиции. При этом, непосредственно предстартовая подготовка была короткой — требовалось всего около 15 минут на заправку из-за использования в ракете нетоксичного этанола в качестве топлива, что в свою очередь упрощало обслуживание за счёт отсутствия необходимости применения персоналом химической защиты, затрудняющей и замедляющей предстартовую подготовку.

## Развертывание
Ракеты «Redstone» развертывались в Западной Германии с 1958 по 1964 год. Основными частями, применявшими ракеты, были 40-я и 46-я группа полевой артиллерии, дислоцированные на территории Западной Германии. Их основным назначением должны были стать ядерные удары как по ближним советским тылам в Восточной Германии так и непосредственно по наступающим Советским войскам в Европе. Большой радиус действия ракет и их высокая точность позволяли использовать их для непосредственной поддержки контрнаступающих войск НАТО, путём нанесения ядерных ударов непосредственно по линиям обороны Советских войск.
С середины 1960-х, ракеты начали сниматься с вооружения, заменяясь в войсках на Першинг-1А. Снятые с вооружения ракеты активно использовались для изготовления суборбитальных исследовательских и космических ракет-носителей. Некоторое количество списаных ракет также было передано Великобритании и использовалось в исследовательских целях.

## Оценка проекта
Для своего времени, PGM-11 «Redstone» была весьма совершенной баллистической ракетой дальнего радиуса действия. Хотя она имела меньшую дальность, чем принятые на вооружение в СССР ракеты Р-2 и Р-5, она имела высокую для своего времени точность и сравнительно небольшое время подготовки к старту. Мощность её ядерной БЧ также была впечатляющей. В целом, PGM-11 «Redstone» была важным элементом оперативно-стратегического атомного арсенала Армии США в Европе.

## Сравнительная характеристика
| Основные сведения и технические характеристики иностранных ракет с жидкостными ракетными двигателями | Основные сведения и технические характеристики иностранных ракет с жидкостными ракетными двигателями | Основные сведения и технические характеристики иностранных ракет с жидкостными ракетными двигателями | Основные сведения и технические характеристики иностранных ракет с жидкостными ракетными двигателями | Основные сведения и технические характеристики иностранных ракет с жидкостными ракетными двигателями | Основные сведения и технические характеристики иностранных ракет с жидкостными ракетными двигателями | Основные сведения и технические характеристики иностранных ракет с жидкостными ракетными двигателями | Основные сведения и технические характеристики иностранных ракет с жидкостными ракетными двигателями | Основные сведения и технические характеристики иностранных ракет с жидкостными ракетными двигателями | Основные сведения и технические характеристики иностранных ракет с жидкостными ракетными двигателями | Основные сведения и технические характеристики иностранных ракет с жидкостными ракетными двигателями | Основные сведения и технические характеристики иностранных ракет с жидкостными ракетными двигателями | Основные сведения и технические характеристики иностранных ракет с жидкостными ракетными двигателями | Основные сведения и технические характеристики иностранных ракет с жидкостными ракетными двигателями | Основные сведения и технические характеристики иностранных ракет с жидкостными ракетными двигателями | Основные сведения и технические характеристики иностранных ракет с жидкостными ракетными двигателями | Основные сведения и технические характеристики иностранных ракет с жидкостными ракетными двигателями | Основные сведения и технические характеристики иностранных ракет с жидкостными ракетными двигателями |
| Наименование ракеты и страна производства | Наименование ракеты и страна производства                                                            | Наименование ракеты и страна производства                                                            | Наименование ракеты и страна производства                                                            | Двигатель                                                                                            | Двигатель                                                                                            | Двигатель                                                                                            | Двигатель                                                                                            | Массо-габаритные характеристики                                                                      | Массо-габаритные характеристики                                                                      | Массо-габаритные характеристики                                                                      | Массо-габаритные характеристики                                                                      | Массо-габаритные характеристики                                                                      | Лётно-технические характеристики                                                                     | Лётно-технические характеристики                                                                     | Лётно-технические характеристики                                                                     | Другое                                                                                               | Другое                                                                                               |
| Оригинал | Русское                                                                                              | Страна                                                                                               | Ступени                                                                                              | Топливо                                                                                              | Система подачи                                                                                       | Тяга на земле, кгc                                                                                   | Время работы, с                                                                                      | Длина, м                                                                                             | Диаметр, м                                                                                           | Полная масса, кг                                                                                     | Масса топлива, кг                                                                                    | Масса полезной нагрузки, кг                                                                          | Скорость макс., м/с                                                                                  | Высота макс. или по траектории, км                                                                   | Дальность, км                                                                                        | Серийное производство                                                                                | Примечание                                                                                           |
| Дальние ракеты типа «земля — земля» | Дальние ракеты типа «земля — земля»                                                                  | Дальние ракеты типа «земля — земля»                                                                  | Дальние ракеты типа «земля — земля»                                                                  | Дальние ракеты типа «земля — земля»                                                                  | Дальние ракеты типа «земля — земля»                                                                  | Дальние ракеты типа «земля — земля»                                                                  | Дальние ракеты типа «земля — земля»                                                                  | Дальние ракеты типа «земля — земля»                                                                  | Дальние ракеты типа «земля — земля»                                                                  | Дальние ракеты типа «земля — земля»                                                                  | Дальние ракеты типа «земля — земля»                                                                  | Дальние ракеты типа «земля — земля»                                                                  | Дальние ракеты типа «земля — земля»                                                                  | Дальние ракеты типа «земля — земля»                                                                  | Дальние ракеты типа «земля — земля»                                                                  | Дальние ракеты типа «земля — земля»                                                                  | Дальние ракеты типа «земля — земля»                                                                  |
| --- | --- | --- | --- | --- | --- | --- | --- | --- | --- | --- | --- | --- | --- | --- | --- | --- | --- |
| V-2 (A-4) | «Фау-2»                                                                                              | Красный флаг, в центре которого находится белый круг с чёрной свастикой                              | | Жидкий кислород + 75% этиловый спирт                                                                 | Насосная                                                                                             | 25000                                                                                                | 65                                                                                                   | 14                                                                                                   | 1,65                                                                                                 | 3000                                                                                                 | 9000                                                                                                 | 1000                                                                                                 | 1500                                                                                                 | 80                                                                                                   | до 300                                                                                               | Да                                                                                                   | Устарелая конструкция. Послужила прототипом многих ракет                                             |
| WAC Corporal | «Корпорэл»                                                                                           | Флаг США                                                                                             | | Азотная кислота + анилин                                                                             | Вытеснительная                                                                                       | 9070                                                                                                 | — | 12,2                                                                                                 | 0,762                                                                                                | 5440                                                                                                 | — | 600 ÷ 800                                                                                            | 1000 ÷ 14501                                                                                         | 80                                                                                                   | 120 ÷ 240                                                                                            | Да                                                                                                   | Разбег дальностей и скоростей достигается за счёт установки боевой части различного веса             |
| PGM-11 Redstone | «Редстоун»                                                                                           | Флаг США                                                                                             | | Жидкий кислород + спирт                                                                              | Насосная                                                                                             | 31880                                                                                                | — | 18,3                                                                                                 | 1,52                                                                                                 | 20000                                                                                                | — | — | 1800                                                                                                 | — | 320(800)                                                                                             | Да                                                                                                   | Стала прототипом для разработки ракет с дальностью до 2400 км                                        |
| SM-65 Atlas | «Атлас»                                                                                              | Флаг США                                                                                             | Первая ступень                                                                                       | Жидкий кислород + диметил-гидразин                                                                   | Насосная                                                                                             | 2×45360 (2×54000)                                                                                    | — | — | — | 100000 ÷ 110000                                                                                      | — | — | 6700                                                                                                 | 1280                                                                                                 | 8000                                                                                                 | Да                                                                                                   | При старте работают все три двигателя                                                                |
| SM-65 Atlas | «Атлас»                                                                                              | Флаг США                                                                                             | Вторая ступень                                                                                       | Жидкий кислород                                                                                      | — | 61000                                                                                                | — | 24 ÷ 30                                                                                              | 2,4 ÷ 3                                                                                              | 225000                                                                                               | — | | | | | Да                                                                                                   | При старте работают все три двигателя                                                                |
| Ракеты для исследования верхних слоёв атмосферы | | | | | | | | | | | | | | | | | |
| General Electric RTV-G-4 Bumper | «Бампер»                                                                                             | Флаг США                                                                                             | Первая ступень типа А-4                                                                              | | | (см. данные ракеты А-4)                                                                              | (см. данные ракеты А-4)                                                                              | (см. данные ракеты А-4)                                                                              | (см. данные ракеты А-4)                                                                              | (см. данные ракеты А-4)                                                                              | (см. данные ракеты А-4)                                                                              | 26 кг (вес приборов)                                                                                 | 3000                                                                                                 | 420                                                                                                  | — | Изготовлено несколько экземпляров ↓                                                                  | Использовалась для исследовательских целей                                                           |
| General Electric RTV-G-4 Bumper | «Бампер»                                                                                             | Флаг США                                                                                             | Вторая ступень WAC Corporal                                                                          | Азотная кислота + анилин                                                                             | Вытеснительная                                                                                       | 680                                                                                                  | 45                                                                                                   | 5,8                                                                                                  | 0,3                                                                                                  | 300                                                                                                  | — | 26 кг (вес приборов)                                                                                 | | | | Изготовлено несколько экземпляров ↓                                                                  | Использовалась для исследовательских целей                                                           |
| RTV-N-12 Viking | «Викинг»                                                                                             | Флаг США                                                                                             | № 11                                                                                                 | Жидкий кислород + спирт                                                                              | Насосная                                                                                             | 9070                                                                                                 | — | 12,7                                                                                                 | 1,2                                                                                                  | 7500                                                                                                 | — | 320                                                                                                  | 1920                                                                                                 | 254                                                                                                  | — | Выпущено 12 шт. в различных вариантах                                                                | Специальная исследовательская ракета. Имеет отделяющуюся головку                                     |
| RTV-N-12 Viking | «Викинг»                                                                                             | Флаг США                                                                                             | № 12                                                                                                 | Жидкий кислород + спирт                                                                              | Насосная                                                                                             | 9225                                                                                                 | 105                                                                                                  | 12,7                                                                                                 | 1,14                                                                                                 | 6800                                                                                                 | 2950 ÷ 2500                                                                                          | 450                                                                                                  | 1800                                                                                                 | 232                                                                                                  | — | Выпущено 12 шт. в различных вариантах                                                                | Специальная исследовательская ракета. Имеет отделяющуюся головку                                     |
| Aerobee | «Аэроби»                                                                                             | Флаг США                                                                                             | Первая ступень                                                                                       | Порох                                                                                                | — | — | 2,5                                                                                                  | 1,9                                                                                                  | — | 265                                                                                                  | 117                                                                                                  | 68,4                                                                                                 | 1380                                                                                                 | 100 ÷ 145                                                                                            | — | Выпущено около 100 шт. различных вариантов                                                           | |
| Aerobee | «Аэроби»                                                                                             | Флаг США                                                                                             | Вторая ступень                                                                                       | Азотная кислота + анилин                                                                             | Баллонная                                                                                            | 1140                                                                                                 | 45                                                                                                   | 6,1                                                                                                  | 0,38                                                                                                 | 485                                                                                                  | 283                                                                                                  | 68,4                                                                                                 | 1380                                                                                                 | 100 ÷ 145                                                                                            | — | Выпущено около 100 шт. различных вариантов                                                           | |
| Aerobee 150 | «Аэроби»                                                                                             | Флаг США                                                                                             | Первая ступень                                                                                       | Порох                                                                                                | — | — | — | — | — | 265                                                                                                  | — | 55 — 91                                                                                              | 2150                                                                                                 | 325 ÷ 270                                                                                            | — | Да                                                                                                   | |
| Aerobee 150 | «Аэроби»                                                                                             | Флаг США                                                                                             | Вторая ступень                                                                                       | Азотная кислота + (анилин + спирт)                                                                   | ЖАД                                                                                                  | 800                                                                                                  | 53                                                                                                   | 6,37                                                                                                 | 0,38                                                                                                 | — | 500                                                                                                  | 55 — 91                                                                                              | 2150                                                                                                 | 325 ÷ 270                                                                                            | — | Да                                                                                                   | |
| Veronica AGI | «Вероника»                                                                                           | Флаг Франции                                                                                         | | Азотная кислота + керосин                                                                            | ЖАД                                                                                                  | 4000                                                                                                 | 32 ÷ 35                                                                                              | 6,0                                                                                                  | 0,55                                                                                                 | 1000                                                                                                 | 700                                                                                                  | 57                                                                                                   | 1400                                                                                                 | 120                                                                                                  | 240                                                                                                  | Опытные образцы                                                                                      | |
| Зенитные управляемые ракеты | | | | | | | | | | | | | | | | | |
| Wasserfall | «Вассерфаль»                                                                                         | Красный флаг, в центре которого находится белый круг с чёрной свастикой                              | | Азотная кислота + визоль                                                                             | Баллонная                                                                                            | 8000                                                                                                 | 40                                                                                                   | 7,835                                                                                                | 0,88                                                                                                 | 3800                                                                                                 | 1815                                                                                                 | 600 ÷ 100                                                                                            | 750                                                                                                  | 20                                                                                                   | 40                                                                                                   | Не была окончательно доведена                                                                        | |
| MIM-3 Nike Ajax | «Найк»                                                                                               | Флаг США                                                                                             | Первая ступень                                                                                       | Порох                                                                                                | — | — | — | 3,9                                                                                                  | — | 550                                                                                                  | — | до 140 кг                                                                                            | 670                                                                                                  | 18                                                                                                   | 30                                                                                                   | Да                                                                                                   | Состояла на вооружении в системе противовоздушной обороны США                                        |
| MIM-3 Nike Ajax | «Найк»                                                                                               | Флаг США                                                                                             | Вторая ступень                                                                                       | Азотная кислота + анилин                                                                             | Баллонная                                                                                            | 1180 (на высоте 3000 м)                                                                              | 35                                                                                                   | 6,1                                                                                                  | 0,300                                                                                                | 450                                                                                                  | 136                                                                                                  | до 140 кг                                                                                            | 670                                                                                                  | 18                                                                                                   | 30                                                                                                   | Да                                                                                                   | Состояла на вооружении в системе противовоздушной обороны США                                        |
| Matra SE 4100 | «Матра»                                                                                              | Флаг Франции                                                                                         | | — | Баллонная                                                                                            | 1250                                                                                                 | 14                                                                                                   | 4,6                                                                                                  | 0,400                                                                                                | 400                                                                                                  | 110                                                                                                  | — | 500                                                                                                  | 4,0                                                                                                  | — | Опытные образцы                                                                                      | |
| Oerlikon RSC-51 | «Эрликон»                                                                                            | Флаг Швейцарии                                                                                       | | Азотная кислота + керосин                                                                            | Баллонная                                                                                            | 500                                                                                                  | 52                                                                                                   | 4,88                                                                                                 | 0,37                                                                                                 | 250                                                                                                  | 130                                                                                                  | 20                                                                                                   | 750                                                                                                  | 15                                                                                                   | 20                                                                                                   | Да                                                                                                   | |
| Источник информации: Синярев Г. Б., Добровольский М. В. Жидкостные ракетные двигатели. Теория и проектирование. — 2-е изд. перераб. и доп. — М. : Гос. издательство оборонной промышленности, 1957. — С. 60—63 — 580 с. | | | | | | | | | | | | | | | | | |